# کاظم‌آباد (فهرج)
کاظم‌آباد، روستایی در دهستان چاهدگال بخش نگین کویر شهرستان فهرج در استان کرمان ایران است.

## جمعیت
بر پایه سرشماری عمومی نفوس و مسکن در سال ۱۳۹۵، جمعیت این روستا برابر با ۱۷ نفر (۵ خانوار) بوده‌است.